# Richard Delamain
Pour les articles homonymes, voir Delamain.
Richard Delamaine (vers 1629 - vers 1645) est un mathématicien anglais. 